# مشعل الجنيدي
مشعل الجنيدي (مواليد 8 مارس 1990) هو لاعب كرة قدم سعودي.
```
لعب سابقاً في 
نادي الطائي
 
والنادي العربي
 
ونادي الغوطة
.
```